# Euthynous
Euthynous is een geslacht van rechtvleugeligen uit de familie veldsprinkhanen (Acrididae). De wetenschappelijke naam van dit geslacht is voor het eerst geldig gepubliceerd in 1877 door Carl Stål.

## Soorten
Het geslacht Euthynous  is monotypisch en omvat slechts de volgende soort:
- Euthynous coerulescens (Stål, 1877)